# 顏擇雅
顏擇雅（1967年—），本名顏秀娟，台灣出版家、作家，雅言文化創辦人，美國加州大學柏克萊分校比較文學系學士，曾為《民生報》、《中國時報》、《台北時報》撰寫專欄。曾獲梁實秋翻譯獎、金鼎獎雜誌類最佳專欄獎、九歌年度散文獎。自2002年創辦雅言文化以來，曾發行《中國即將崩潰》、《優秀是教出來的》、《世界是平的》、《正義：一場思辨之旅》、《西方憑什麼》等暢銷書，創辦至今仍為一人公司。

## 著作
| 年份 | 書名                                     | 出版社         |
| ---- | ---------------------------------------- | -------------- |
| 2015 | 《愛還是錯愛：關於教育與人格養成的思辨》 | 台北：親子天下 |
| 2016 | 《向康德學習請客吃飯》                   | 台北：印刻出版 |
| 2018 | 《最低的水果摘完之後》                   | 台北：天下雜誌 |

### 譯作
| 年份 | 書名                         | 作者                           | 出版社             |
| ---- | ---------------------------- | ------------------------------ | ------------------ |
| 1993 | 《好奇的大自然觀察家》       | 美國國家地理學會編             | 台北：迪茂國際     |
| 1994 | 《俏猴兒》                   |                                | 台北：迪茂國際     |
| 1994 | 《非洲大巨獸》               |                                | 台北：迪茂國際     |
| 1994 | 《藝術寶盒》                 | Christopher and Helen Frayling | 台北：迪茂國際     |
| 1995 | 《恐龍寶寶》                 |                                | 台北：迪茂國際     |
| 1995 | 《海底大寶藏》               | Emory Kristof                  | 台北：迪茂國際     |
| 1995 | 《海底動物秀》               |                                | 台北：迪茂國際     |
| 1995 | 《神祕動物秀》               | Ted and Linny Levin            | 台北：迪茂國際     |
| 1995 | 《國家地理雜誌百年攝影經典》 | Leah Bendavid-Val              | 台北：迪茂國際     |
| 2011 | 《國家地理雜誌百年攝影經典》 | Leah Bendavid-Val              | 台北：大石國際文化 |
| 1996 | 《理性與感性》               | 珍·奧斯汀                      | 台北：迪茂國際     |
| 2006 | 《理性與感性》               | 珍·奧斯汀                      | 台北：時報出版     |
| 2017 | 《理性與感性》               | 珍·奧斯汀                      | 台北：印刻出版     |
| 1996 | 《熱帶雨林大探險》           | Peggy D.Winston                | 台北：迪茂國際     |
| 2001 | 《貓熊阿平》                 | Maurice Pledger                | 新店：上人文化     |
| 2001 | 《無尾熊凱吉》               | Maurice Pledger                | 新店：上人文化     |
| 2001 | 《不一樣的聖誕禮物》         | Charise Neugebauer             | 新店：上人文化     |
| 2001 | 《到底誰贏了》               | Charise Neugebauer             | 新店：上人文化     |

## 爭議
針對林智堅論文抄襲案，顏擇雅批評國立臺灣大學的學術審查行為有詐騙之嫌：「將來每個學校都可以騙報考新生說畢業很簡單，時間到了也發給他畢業證書，但過幾年再以維護校譽為由說等一下，你還沒達到畢業標準，所以要取消畢業證書，這不是更像學店嗎？」，並更進一步指出「這好像用現行法律即可。上課是雙方都有付出，但學費是只有單方面付出，只有一方面得利。」主張台灣教育同販賣商品，應遵守買賣契約，賣方收回商品，則應可主張全額退費，台灣高等教育也不應脫離消保法保護範圍。

## 外部連結
- 顏擇雅 （Joyce Yen） （页面存档备份，存于）的Facebook專頁